# Callogobius okinawae
Callogobius okinawae es una especie de peces de la familia de los Gobiidae en el orden de los Perciformes.

## Morfología
Los machos pueden llegar a alcanzar los 5 cm de longitud total.

## Distribución geográfica
Se encuentra desde las Filipinas hasta Vanuatu, las Islas Ryukyu e Islas Marshall (Micronesia ).

## Observaciones
Es inofensivo para los humanos.